# Tomáš Halík
Tomáš Halík (Praga, 1º giugno 1948) è un presbitero, filosofo e teologo ceco.

## Biografia
Da giovane studioso di filosofia, sociologia e psicologia all'Università Carlo della sua città, è costretto ad abbandonare la carriera accademica quando i servizi segreti, negli anni '70, lo espellono dall’università e lo perseguitano come nemico del regime comunista cecoslovacco. La ricerca scientifica si trasforma così nella ricerca di senso, di fede: nel 1972 si avvicina alla Chiesa cattolica e comincia a studiare clandestinamente teologia, fino a essere ordinato sacerdote nel 1978, a Erfurt, in Germania.
Si impegna per il dialogo interreligioso, i diritti umani, la libertà di fede e i rapporti tra mondo laico e cristiano fino a diventare uno dei collaboratori e consiglieri più stretti del presidente Václav Havel.
Insegna filosofia e sociologia della religione all'Università Carlo di Praga. Per i suoi libri, tradotti in varie lingue, e per il suo impegno a favore del dialogo interreligioso, dei diritti umani, della libertà spirituale, ha ricevuto in patria e all’estero numerosi premi. Nel 2011, durante una cerimonia nella principale Sinagoga di Varsavia situata in quello che fu il ghetto, ha ricevuto dal Consiglio dei Cristiani ed Ebrei il titolo "L'uomo della riconciliazione 2010". Ha vinto inoltre il Premio Templeton (a cadenza annuale per premiare le personalità che hanno apportato rilevanti contributi nell'ambito della spiritualità) nel 2014. Ha ricevuto poi un dottorato honoris causa dall'Università di Oxford.

## Opere
- Mistica, anima della filosofia?, Fondazione nazionale "Vito Fazio-Allmayer", Palermo 1999
- Vicino ai lontani: la pazienza della fede nel dialogo con l'ateismo, Libreria editrice Vaticana, Città del Vaticano 2012
- La notte del confessore, Milano, Figlie di San Paolo 2013
- Voglio che tu sia. L'amore dell'altro e il Dio cristiano, Vita e Pensiero 2017
- Fare a meno di Dio? Se fede e incredulità si cercano (Anselm Grun & Tomas Halik), Queriniana 2017
- Il segno delle chiese vuote. Per una ripartenza del cristianesimo, Vita e Pensiero 2020, ISBN 978-88-343-4209-1
- Pazienza con Dio, Vita e Pensiero 2020, ISBN 978-88-343-3947-3
- Pomeriggio del cristianesimo. Il coraggio di cambiare, Vita e Pensiero 2022, ISBN	9788834350416